# Élevage du cheval en Italie

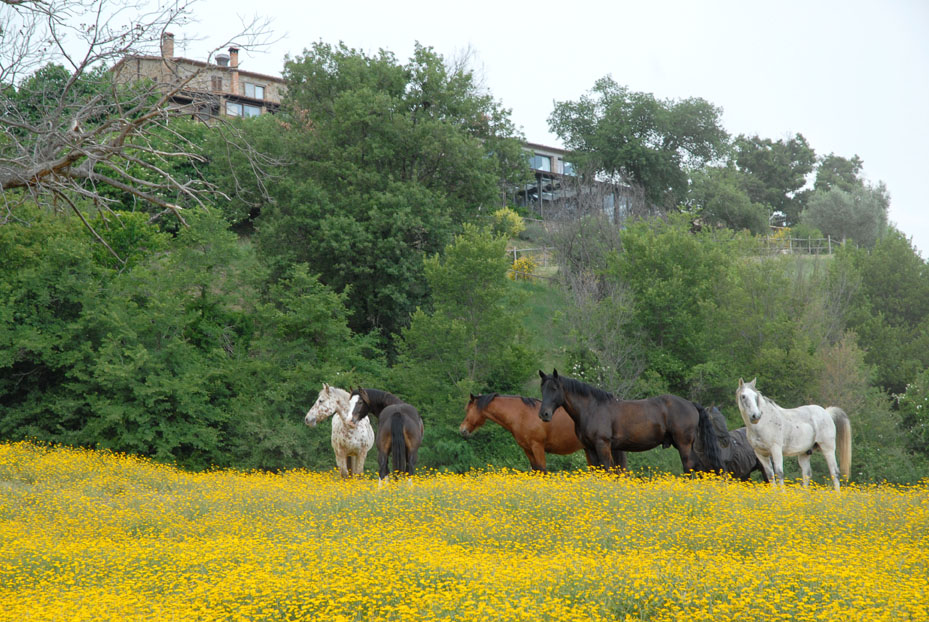
Chevaux dans une pâture en Maremme, Toscane.

L'élevage du cheval en Italie a connu de grands changements au cours de l'histoire : des moments de grande prospérité et reconnaissance, mais aussi une longue période de décadence. L’Italie est aujourd'hui l’un des pays possédant le plus grand nombre de races chevalines. Ces races sont géographiquement liées à une province qui a façonné les chevaux en fonction du climat et des besoins de la population. Depuis 2011, l'ASSI est l'organisme de droit public qui gère le développement et l'amélioration des races équines de compétition et de selle en Italie.

## Histoire
Les premiers chevaux ont probablement été introduits en Italie lors des conquêtes romaines. Ceux-ci provenant de Perse, d’Espagne et de la province Norique, dans les alpes centrales. Comme dans toute l'Europe de l'Ouest, le cheval a joué un grand rôle dans le développement local.
L’âge d’or du cheval italien se situe entre le XVe et le  XVIIIe siècle, période dans laquelle on distingue trois grandes races : polesine (États vénitiens), romagne et napolitaine. Ceux-ci sont réputés dans toute l’Europe, en particulier le cheval napolitain que l’on retrouve dans les origines de nombreuses races de chevaux européens.
L'élevage de chevaux italiens commence à montrer des signes de décadence à partir du XIXe siècle. Les différents écrivains européens de l’époque jugent alors la production italienne très sévèrement,, la qualifiant dans un « état de dégénération »  et n’ayant « rien […] qui mérite l’attention des connaisseurs » . Des mauvais choix dans les croisements et le peu de soin apporté à la sélection en sont les principales causes.
Si la conservation des races équines italiennes a manqué de rigueur ces deux derniers siècles, elle est désormais assurée par l'ASSI (Agenzia per lo Sviluppo del Settore Ippico) qui se charge, entre autres, de la promotion des races locales dans le monde. En France, on peut ainsi découvrir ces races lors de présentation au Salon du cheval de Paris ou à Cheval Passion à Avignon.

## Règlementations
Depuis le décret n°111 du 15 juillet 2011, l’Agenzia per lo sviluppo del settore ippico (ASSI), en continuité du travail effectué par l'UNIRE (Unione Nazionale per l’Incremento delle Razze Equine) depuis 1932, assure aujourd'hui le suivi et la promotion des races de chevaux italiennes. L'ASSI est un organisme de droit public dont le siège est à Rome. C'est un organisme doué d'autonomie financière, administrative et comptable, qui est sous la vigilance du Ministero delle Politiche Agricole e Forestali (Ministère des Politiques Agricoles et Forestières). De nombreuses missions sont assignées à l'ASSI dans les domaines de l'élevage, des concours équestres et des courses hippiques. Dans le cadre de l'élevage, on retiendra tout particulièrement la promotion et l'amélioration des races équines de compétition et de selle, et les aides à l'installation de nouveaux élevages et à l'amélioration de ceux déjà existants.

## Races chevalines d'Italie

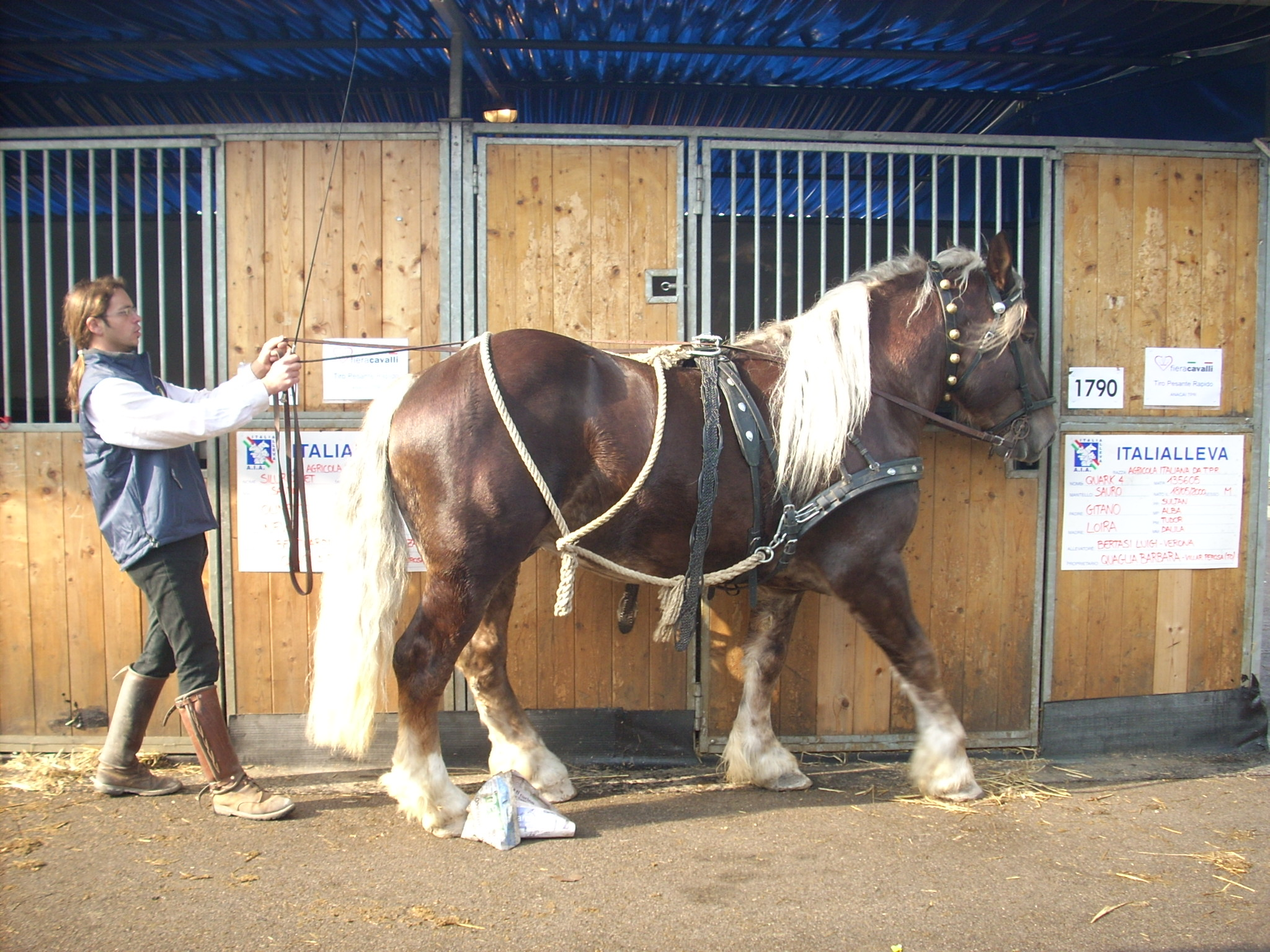
Cheval de trait italien aux longues rênes.

L'Italie est l'un des pays où l'on dénombre le plus grand nombre de races de chevaux. On distingue trois types : les chevaux de selle ou chevaux légers, les chevaux de trait ou chevaux lourds, et les poneys. Beaucoup de ces races sont nées du croisement de chevaux autochtones avec des chevaux de races étrangères. Elles sont toutes liées, dans le passé et dans le présent, à l'utilisation du cheval par l'homme dans le domaine des courses, des travaux domestiques et agricoles, et des compétitions d'une façon générale. Les races italiennes les plus connues sont le maremmano, le murgese, le trait italien, le bardigiano, le selle italien et le trotteur italien.